# Chiesa del Santissimo Crocifisso (Palermo)
La chiesa del Santissimo Crocifisso all'Albergheria è un edificio di culto diruto ubicato nel centro storico di Palermo nel mandamento Palazzo Reale o Albergaria.

## Storia

### Epoca aragonese
La conformazione delle pietre d'intaglio definiscono lo stile utilizzato per le costruzioni del XIV secolo.
Tuttavia la più antica memoria scritta risale al 1567.

### Epoca spagnola
La data è quella del 30 marzo 1567, quale riferimento cronologico più antico menzionando la Confraternita del Santissimo Crocifisso tra quelle iscritte nel ruolo delle confraternite per il legato dell'Opera Pia di Navarro, come confermato dagli atti del Senato Palermitano del medesimo anno.
Il 13 giugno 1570, in un atto notarile, sono definiti i confini del cortile della chiesa del Santissimo Crocifisso dell'Albergheria.
Valerio Rosso, nella sua descrizione delle "Chiese di Palermo" del 1590, descrive la chiesa come modernamente renovata. Nel 1611 è documentata la sepoltura del pittore Giuseppe d'Alvino detto il Sozzo.
Con atto del Notaio Garlano del 25 marzo 1616, padre Felice Catoli dell'Ordine Trinitario, confessore del cardinale Giannettino Doria, ottenne dallo stesso cardinale, in accordo con don Giovanni Mendola sacerdote, rettore e beneficiale della chiesa ed i Rettori della Confraternita, la chiesa del Santissimo Crocifisso per il suo ordine.
Al 1616 Rocco Pirri e Agostino Inveges fissano la fondazione del convento dell'Ordine mendicante dei Trinitari. Non avendo mai raggiunto un numero sufficiente di religiosi, l'istituzione tornò varie volte alla confraternita.
Nel 1664 Antonino Bufalino patrocinò le spese per la realizzazione dell'apparato in stucco e la decorazione pittorica del cappellone.
Francesco Calamoneri è menzionato quale esecutore degli affreschi.
Il 5 maggio 1667 la Confraternita, non rinvenendo più i suoi antichi Capitoli, decise di rinnovarli, così come riporta il canonico Antonino Mongitore.

### Epoca contemporanea
Nel 1958 un muro del convento di San Francesco Saverio, prospiciente la chiesa, crollò distruggendo la facciata e parte della navata.
Oggi la chiesa versa in un grave stato di abbandono e degrado, la proprietà è della Curia Arcivescovile, tramite il suo commissario delegato.
Nelle immediate vicinanze è documentata la chiesa di Santa Maria del Soccorso all'Albergheria adibita a ricovero.

## Esterno
Prospetto con portale principale rivolto a meridione. Ingresso minore sul lato sinistro.

## Interno
All'interno si trovavano ben cinque cappelle. Parete destra: 
- Cappella di San Giuseppe.
- Cappella della Madonna dei Rimedi, rientrata rispetto alle navate della chiesa, in cui venne fondata la Congregazione del Buon Rimedio che oggi ha sede in Via Majali presso la chiesa di Maria Santissima del Paradiso.
- Cappella della Santissima Trinità.

Parete sinistra:
- Prima campata: Cappella della Madonna della Grazia. Ambiente in cui era esposto un antico quadro raffigurante la Vergine della Grazia.[5]
- Cappella della Santissima Vergine con San Rocco e San Sebastiano.

Presbiterio compreso nel grande cappellone absidale. Sulla sopraelevazione dell'altare maggiore era custodita la venerata immagine del Santissimo Crocifisso. Lateralmente al simulacro erano collocate due statue raffiguranti San Giovanni de Matha e San Felice di Valois.

### Convento
Convento dell'Ordine mendicante dei Trinitari.

### Confraternita del Santissimo Crocifisso all'Albergheria
In un breve del 7 maggio 1573 rilasciato in Roma si concede l'indulgenza per la festa del 6 agosto legata alla Confraternita del Santissimo Crocifisso dell'Albergheria.

## Festa
- 30 maggio.[5]
- 6 agosto.[5]